# Gmina Tønder
Gmina Tønder (duń. Tønder Kommune) – gmina w Danii w regionie Dania Południowa.
Gmina powstała 1 stycznia 2007 roku na mocy reformy administracyjnej z połączenia gmin Bredebro, Højer, Løgumkloster, Nørre-Rangstrup (części), Skærbæk oraz poprzedniej gminy Tønder.
Siedzibą władz gminy jest miasto Tønder.